# Primera División de Venezuela 2014/2015
Primera División de Venezuela 2014/2015 var den högsta divisionen i fotboll i Venezuela för säsongen 2014/2015 och bestod av två serier, Torneo Apertura och Torneo Clausura, som korade en segrare vardera. Det spelades en seriefinal i slutet av säsongen mellan vinnaren av Torneo Apertura och Torneo Clausura för att kora en venezuelansk mästare för säsongen. Utöver detta kvalificerade Primera División de Venezuela även lag till Copa Sudamericana 2015 samt Copa Libertadores 2016.

## Tabeller
| Nr | Lag                   | S  | V  | O | F  | GM | IM | MS  | P  |
| -- | --------------------- | -- | -- | - | -- | -- | -- | --- | -- |
| 1  | Trujillanos           | 17 | 11 | 3 | 3  | 27 | 15 | +12 | 36 |
| 2  | Deportivo La Guaira   | 17 | 10 | 5 | 2  | 25 | 13 | +12 | 35 |
| 3  | Caracas               | 17 | 9  | 4 | 4  | 33 | 16 | +17 | 31 |
| 4  | Aragua                | 17 | 9  | 4 | 4  | 30 | 22 | +8  | 31 |
| 5  | Deportivo Anzoátegui  | 17 | 8  | 3 | 6  | 28 | 15 | +13 | 27 |
| 6  | Mineros de Guayana    | 17 | 6  | 7 | 4  | 20 | 16 | +4  | 25 |
| 7  | Tucanes de Amazonas   | 17 | 7  | 4 | 6  | 16 | 19 | −3  | 25 |
| 8  | Deportivo Lara        | 17 | 5  | 9 | 3  | 25 | 18 | +7  | 24 |
| 9  | Carabobo              | 17 | 5  | 9 | 3  | 21 | 20 | +1  | 24 |
| 10 | Estudiantes de Mérida | 17 | 6  | 6 | 5  | 20 | 21 | −1  | 24 |
| 11 | Deportivo Táchira     | 17 | 6  | 5 | 6  | 24 | 16 | +8  | 23 |
| 12 | Zamora                | 17 | 5  | 7 | 5  | 19 | 19 | 0   | 22 |
| 13 | Atlético Venezuela    | 17 | 4  | 6 | 7  | 14 | 20 | −6  | 18 |
| 14 | Metropolitanos        | 17 | 3  | 6 | 8  | 16 | 29 | −13 | 15 |
| 15 | Deportivo Petare1     | 17 | 2  | 9 | 6  | 8  | 17 | −9  | 12 |
| 16 | Llaneros de Guanare   | 17 | 3  | 3 | 11 | 12 | 30 | −18 | 12 |
| 17 | Zulia                 | 17 | 2  | 5 | 10 | 12 | 27 | −15 | 11 |
| 18 | Portuguesa            | 17 | 1  | 7 | 9  | 11 | 28 | −17 | 10 |

| Nr | Lag                    | S  | V  | O | F  | GM | IM | MS  | P  |
| -- | ---------------------- | -- | -- | - | -- | -- | -- | --- | -- |
| 1  | Deportivo Táchira      | 17 | 13 | 2 | 2  | 40 | 17 | +23 | 41 |
| 2  | Caracas                | 17 | 12 | 3 | 2  | 23 | 11 | +12 | 39 |
| 3  | Zamora                 | 17 | 11 | 3 | 3  | 29 | 14 | +15 | 36 |
| 4  | Deportivo Anzoátegui   | 17 | 9  | 4 | 4  | 31 | 23 | +8  | 31 |
| 5  | Deportivo Lara         | 17 | 7  | 7 | 3  | 22 | 18 | +4  | 28 |
| 6  | Mineros de Guayana     | 17 | 7  | 4 | 6  | 23 | 23 | 0   | 25 |
| 7  | Deportivo La Guaira    | 17 | 7  | 3 | 7  | 23 | 20 | +3  | 24 |
| 8  | Aragua                 | 17 | 6  | 4 | 7  | 25 | 25 | 0   | 22 |
| 9  | Atlético Venezuela     | 17 | 5  | 6 | 6  | 17 | 15 | +2  | 21 |
| 10 | Zulia                  | 17 | 6  | 3 | 8  | 14 | 18 | −4  | 21 |
| 11 | Trujillanos            | 17 | 5  | 5 | 7  | 15 | 20 | −5  | 20 |
| 12 | Metropolitanos         | 17 | 5  | 4 | 8  | 21 | 26 | −5  | 19 |
| 13 | Deportivo Petare       | 17 | 4  | 4 | 9  | 7  | 14 | −7  | 16 |
| 14 | Tucanes de Amazonas    | 17 | 3  | 7 | 7  | 6  | 22 | −16 | 16 |
| 15 | Carabobo               | 17 | 4  | 3 | 10 | 20 | 26 | −6  | 15 |
| 16 | Llaneros de Guanare    | 17 | 4  | 2 | 11 | 24 | 32 | −8  | 14 |
| 17 | Estudiantes de Mérida1 | 17 | 6  | 4 | 7  | 18 | 21 | −3  | 13 |
| 18 | Portuguesa             | 17 | 3  | 4 | 10 | 17 | 30 | −13 | 13 |

## Säsongsfinal
|                 | 10 maj 2015     | Trujillanos | 0 – 0 | Deportivo Táchira | Estadio José Alberto Pérez, Valera |                |
| 16:00 UTC–04:30 | 16:00 UTC–04:30 |             |       |                   | Publik: 13 145                     | Publik: 13 145 |
| 16:00 UTC–04:30 | 16:00 UTC–04:30 |             |       |                   | Publik: 13 145                     | Publik: 13 145 |
| 16:00 UTC–04:30 | 16:00 UTC–04:30 |             |       |                   | Publik: 13 145                     | Publik: 13 145 |

|                 | 17 maj 2015     | Deportivo Táchira | 1 – 0   | Trujillanos | Estadio Polideportivo de Pueblo Nuevo, San Cristóbal |                |
| 17:10 UTC–04:30 | 17:10 UTC–04:30 | Rojas 74′         | (0 – 0) |             | Publik: 37 365                                       | Publik: 37 365 |
| 17:10 UTC–04:30 | 17:10 UTC–04:30 |                   |         |             | Publik: 37 365                                       | Publik: 37 365 |
| 17:10 UTC–04:30 | 17:10 UTC–04:30 |                   |         |             | Publik: 37 365                                       | Publik: 37 365 |

## Sammanlagd tabell
De två vinnarna av Torneo Apertura respektive Torneo Clausura (båda står i fetstil nedan) kvalificerade sig för Copa Libertadores tillsammans med det i övrigt bäst placerade laget i den sammanlagda tabellen. Utöver detta kvalificerade sig vinnarlaget av Copa Venezuela 2014 till Copa Sudamericana tillsammans med det bäst placerade laget i den sammanlagda tabellen som inte redan kvalificerat sig till Copa Libertadores eller Copa Sudamericana. Utöver detta, kvalificerade sig de åtta bäst placerade lag - som inte redan kvalificerat sig till Copa Libertadores eller Copa Sudamericana - till ett playoff-spel om två platser till Copa Sudamericana.
Denna säsong flyttades inget lag ner till den näst högsta divisionen då Primera División skulle utökas med två lag till totalt 20 lag inför den nästkommande säsongen.
| Nr | Lag                    | S  | V  | O  | F  | GM | IM | MS  | P  |
| -- | ---------------------- | -- | -- | -- | -- | -- | -- | --- | -- |
| 1  | Caracas                | 34 | 21 | 7  | 6  | 56 | 27 | +29 | 70 |
| 2  | Deportivo TáchiraTC    | 34 | 19 | 7  | 8  | 64 | 33 | +31 | 64 |
| 3  | Deportivo La GuairaCV  | 34 | 17 | 8  | 9  | 48 | 33 | +15 | 59 |
| 4  | Deportivo Anzoátegui   | 34 | 17 | 7  | 10 | 59 | 38 | +21 | 58 |
| 5  | Zamora                 | 34 | 16 | 10 | 8  | 48 | 33 | +15 | 58 |
| 6  | TrujillanosTA          | 34 | 16 | 8  | 10 | 42 | 35 | +7  | 56 |
| 7  | Aragua                 | 34 | 15 | 8  | 11 | 55 | 47 | +8  | 53 |
| 8  | Deportivo Lara         | 34 | 12 | 16 | 6  | 47 | 36 | +11 | 52 |
| 9  | Mineros de Guayana     | 34 | 13 | 11 | 10 | 43 | 39 | +4  | 50 |
| 10 | Tucanes de Amazonas    | 34 | 10 | 11 | 13 | 22 | 41 | −19 | 41 |
| 11 | Atlético Venezuela     | 34 | 9  | 12 | 13 | 31 | 35 | −4  | 39 |
| 12 | Carabobo               | 34 | 9  | 12 | 13 | 41 | 46 | −5  | 39 |
| 13 | Estudiantes de Mérida2 | 34 | 12 | 10 | 12 | 38 | 42 | −4  | 37 |
| 14 | Metropolitanos         | 34 | 8  | 10 | 16 | 37 | 55 | −18 | 34 |
| 15 | Zulia                  | 34 | 8  | 8  | 18 | 26 | 45 | −19 | 32 |
| 16 | Deportivo Petare1      | 34 | 6  | 13 | 15 | 15 | 31 | −16 | 28 |
| 17 | Llaneros de Guanare    | 34 | 7  | 5  | 22 | 36 | 62 | −26 | 26 |
| 18 | Portuguesa             | 34 | 4  | 11 | 19 | 28 | 58 | −30 | 23 |

TA Kvalificerade till Copa Libertadores som mästare av Torneo Apertura.
TC Kvalificerade till Copa Libertadores som mästare av Torneo Clausura.
CV Kvalificerade till Copa Sudamericana som mästare av Copa Venezuela.
1 Deportivo Petare fick 3 poängs avdrag.
2 Estudiantes de Mérida fick 9 poängs avdrag.

Färgkoder:
     – Kvalificerade för Copa Libertadores 2016.
     – Kvalificerade för Copa Sudamericana 2015.
     – Kvalificerade för kvalspel till Copa Sudamericana 2015.

## Kvalificering för internationella turneringar
Primera División kvalificerar tre lag till Copa Sudamericana 2015 och tre lag till Copa Libertadores 2016. Till Copa Sudamericana 2015 kvalificerar sig det bästa valbara laget i den sammanlagda tabellen. För att vara valbar krävdes att laget inte vunnit Copa Venezuela 2014 (cupseger ger automatisk kvalifikation till Copa Sudamericana 2015) och att laget inte heller kvalificerat sig för Copa Libertadores. Utöver detta spelas ett Copa Sudamericana-playoff mellan de åtta främsta icke-kvalificerade lagen där två lag till slut tar sig till Copa Sudamericana. Till Copa Libertadores kvalificerar sig vinnaren av Apertura respektive Clausura samt det bästa icke-kvalificerade laget i den sammanlagda tabellen.
- Copa Sudamericana 2015
  - Vinnare av Copa Venezuela 2014: Deportivo La Guaira
  - Bästa valbara lag i den sammanlagda tabellen: Deportivo Anzoátegui
  - Vinnare av Copa Sudamericana-playoff: Carabobo
  - Vinnare av Copa Sudamericana-playoff: Zamora
- Copa Libertadores 2016
  - Vinnare Torneo Apertura: Trujillanos
  - Vinnare Torneo Clausura: Deportivo Táchira
  - Bäst placerade icke-kvalificerade lag i den sammanlagda tabellen: Caracas

## Playoff till Copa Sudamericana
Playoff-spelet spelas mellan de åtta främsta lag som inte redan kvalificerat sig för Copa Sudamericana eller Copa Libertadores. Det först angivna laget är hemmalag i den första matchen. Zamora och Carabobo kvalificerade sig för Copa Sudamericana efter att ha vunnit sina respektive möten i den andra omgången.